# Гиря (весы)

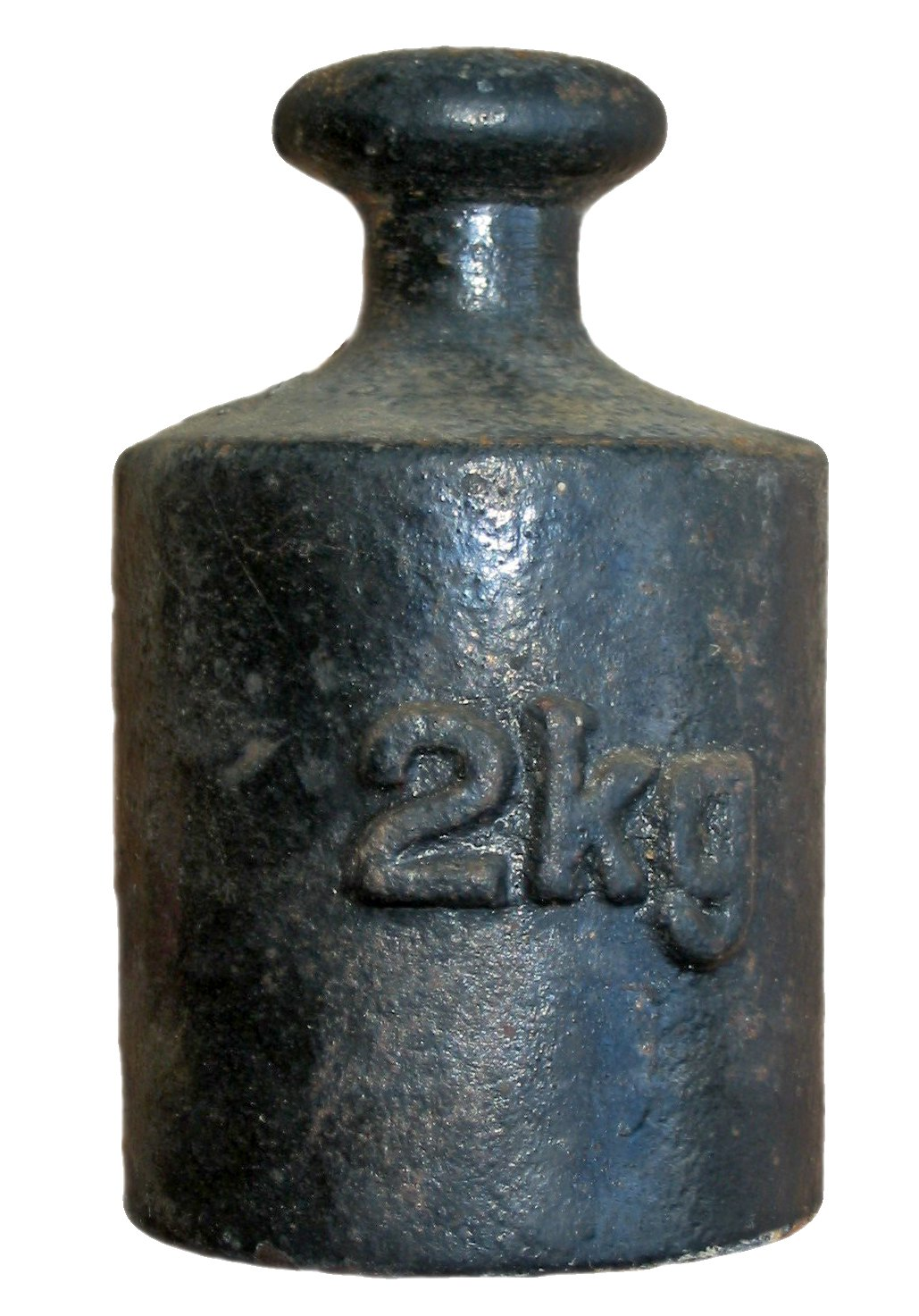
Двухкилограммовая гиря

Ги́ря (разнове́с) — приспособление для взвешивания на механических весах.

## История

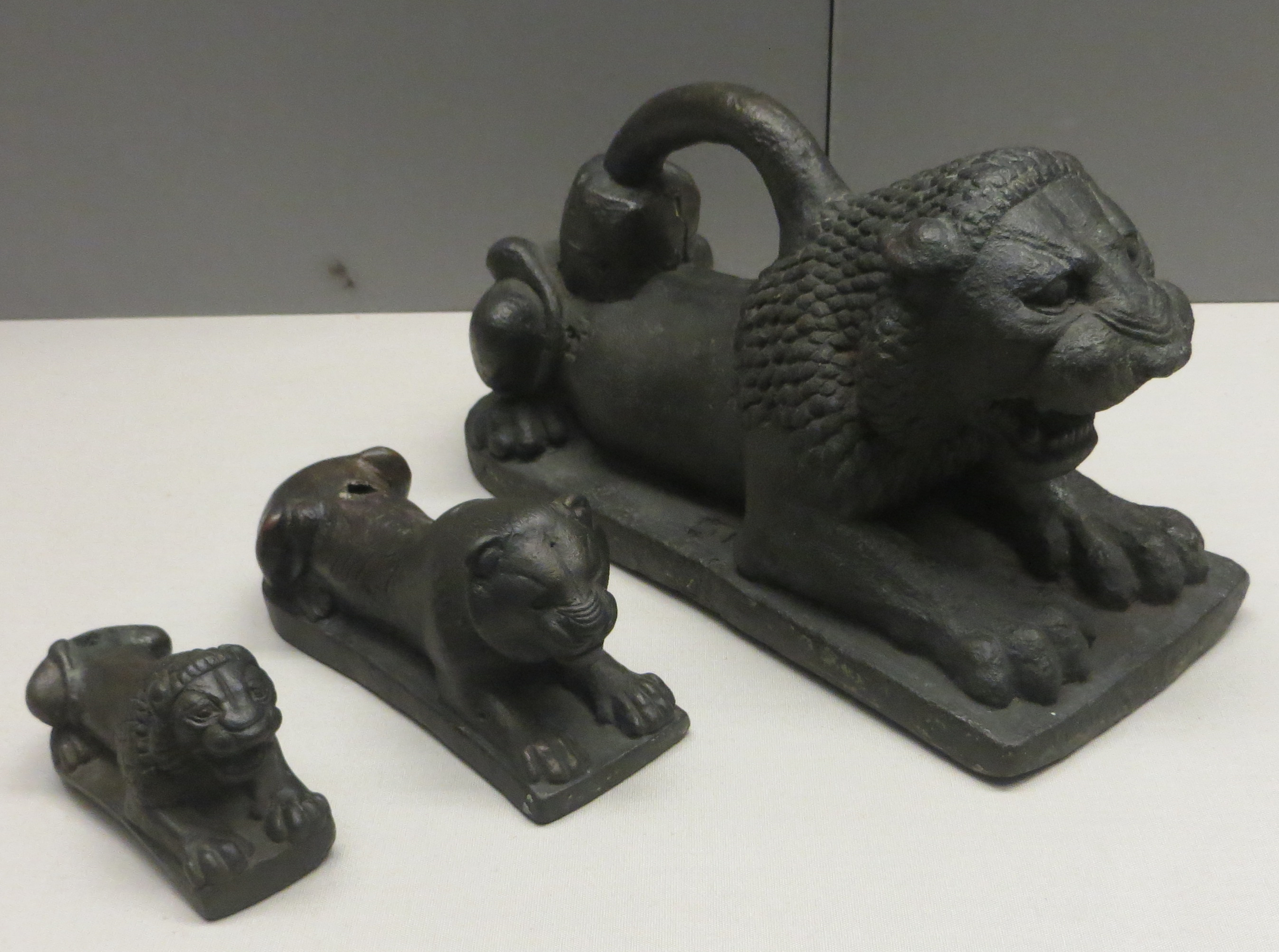
Ассирийские гири в виде львов

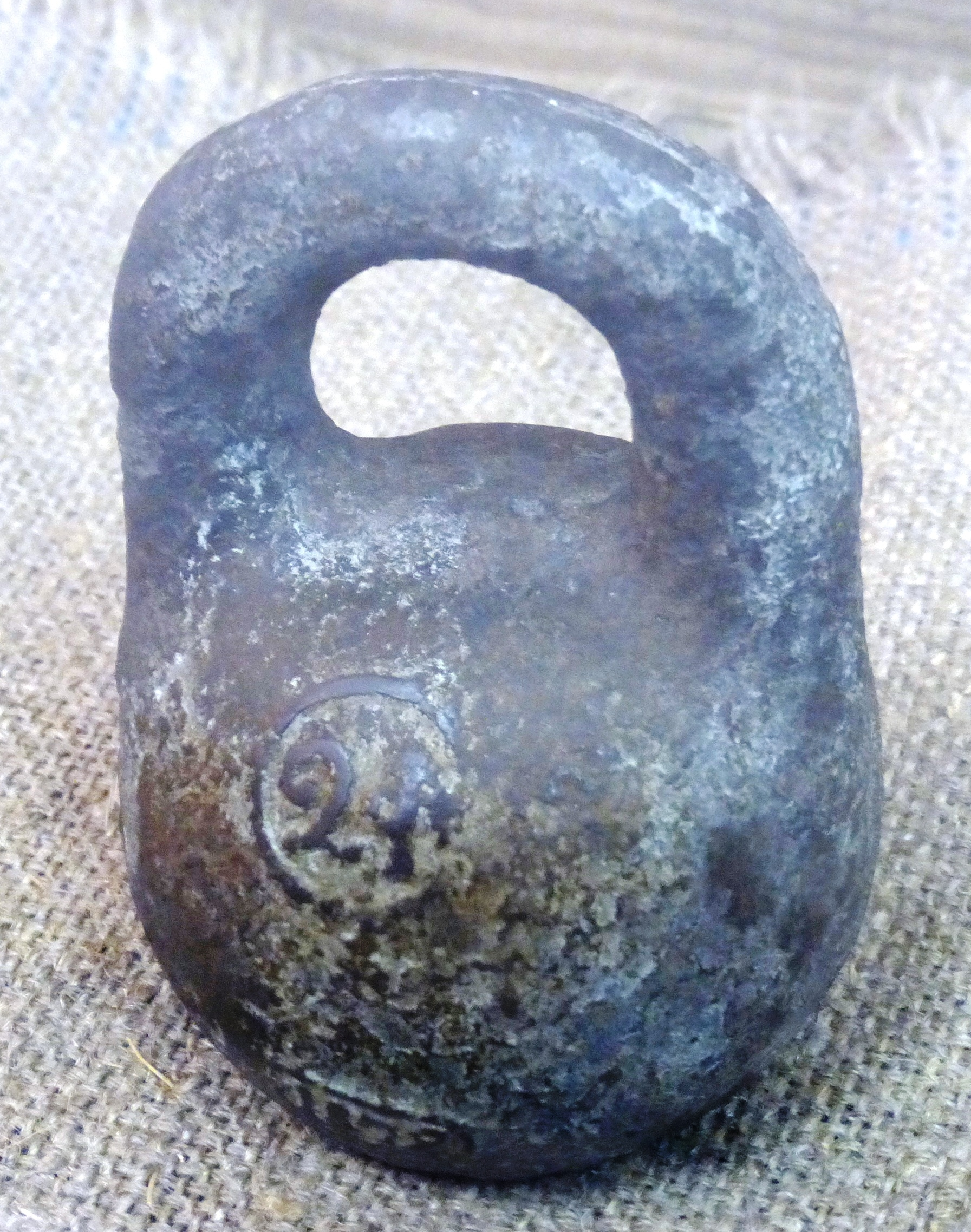
Российская двухфунтовая гиря

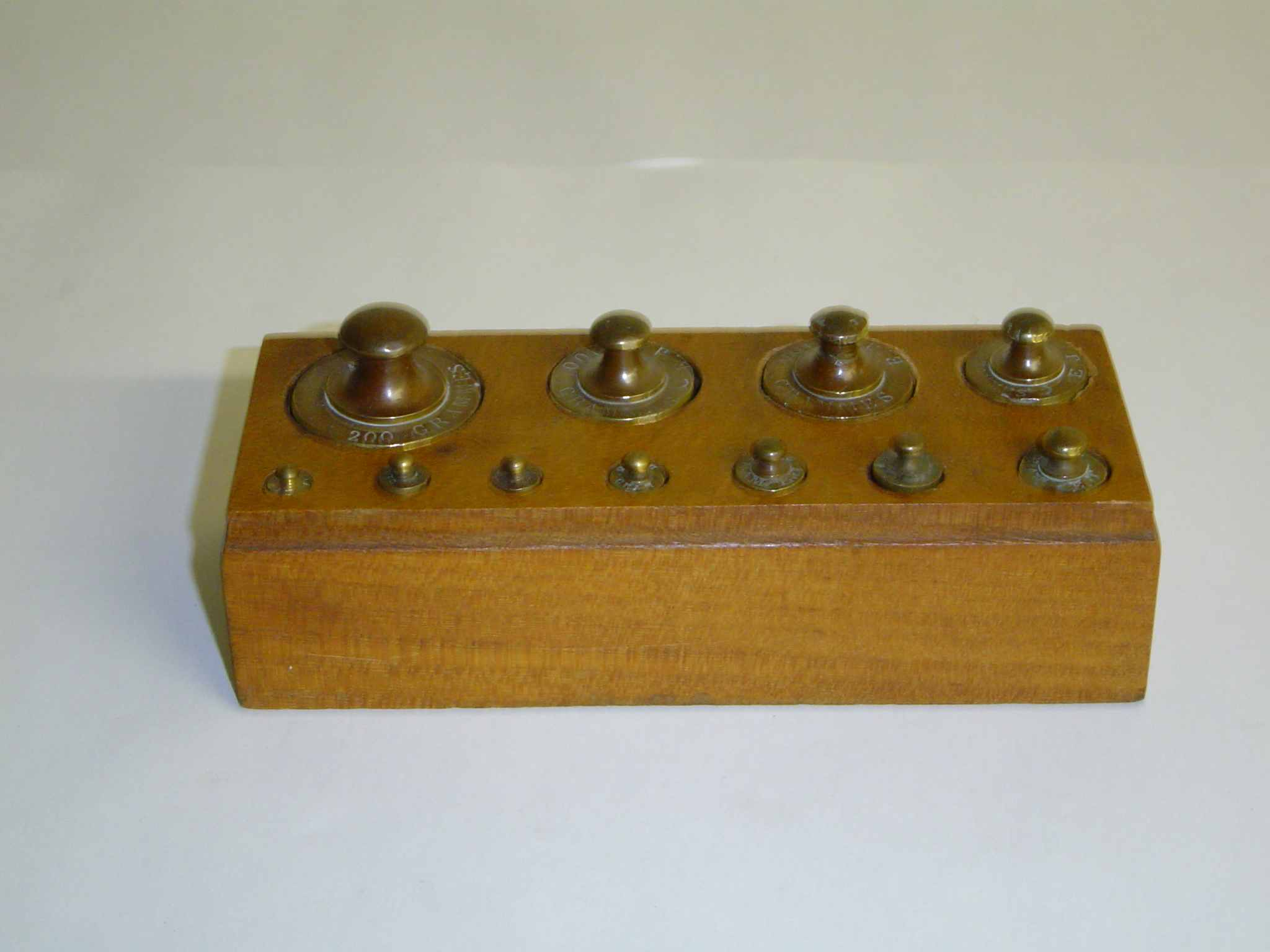
Набор гирек разного веса

Родиной весов могли быть как Древний Египет, так и Древняя Месопотамия. В обоих этих регионах взвешивание было известно уже в III тысячелетии до н. э. Предполагается, что первым противовесом, использовавшимся для взвешивания, были зёрна, их приняли за единицу измерения в древнем Вавилоне. В вавилонской системе мер 60 зёрен составляли 1 шекель, 60 шекелей — 1 мину, 60 мин — 1 талант. Основываясь на таких мерах, гирьки для весов изготовляли сначала из камней, а потом — из бронзы. Крупные гири часто были бронзовыми статуэтками.
В одном из жилищ Телль-Свейхата (Сирия) при раскопках была обнаружена известняковая гиря весом в 1 мину, которая была датирована[кем?] ранним аккадским периодом (2316—2137 годы до н. э.). В соседних помещениях были найдены ещё четыре небольшие гири, вероятно, выполненные из гематита; один продолговатый предмет из вулканической смолы и потенциальная гиря сферической формы. Предполагается, что эти помещения предназначались для отливки металлических изделий, о чём свидетельствуют находки листового металла, тигель и щипцы. Вероятно с помощью гирь взвешивалось необходимое количество сырья или определялся вес готовой продукции. В дворце Эблы (Сирия) при раскопках были найдены 7 тяжёлых базальтовых и известняковых гирь, 5 из которых имели маркировки. Там же нашли ещё 4 крохотные сферические гирьки. Предполагается, что их применяли для контроля веса определённых товаров.
Форма гирь в разных странах была разной (грушевидная, прямоугольные параллелепипеды, конусы, шары, прямоугольные пластины). В Древнем Риме гири отливали из свинца, что позволяло делать их компактнее.
Нередко нечестные торговцы портили гири, отпиливая где-нибудь внизу незначительную часть, чтобы продавать товар, имевший меньший вес, за ту же сумму. В России для борьбы с мошенничеством Иван Грозный запретил торговцам иметь свои весы и гири, они могли использовать лишь весы и гири, принадлежащие государевой казне. Царь Фёдор III Алексеевич обязал клеймить государственной печатью все гири и весы. Пётр I обязал проверять их дважды в год.
Гири петровских времён были восьмигранными с острыми гранями. Они быстро истирались, поэтому указом 1797 года были введены шаровидные чугунные гири с дужкой. Их низ стачивался для устойчивости, а при подгонке по эталону из дна выбирался лишний металл.
В 1930-е годы в СССР из-за нехватки металла кроме металлических гирь выпускали керамические.
На гирях указывались номинал (вес), клеймо мастера или завода, а также поверочное клеймо с указанием года поверки. В СССР оно ставилось в поверочных палатках, имевшихся в разных городах страны, причём поверка гирь должна была производиться каждые 3 года.
К настоящему времени механические весы, для работы которых требовалось использовать гири, повсеместно вышли из употребления, их заменили электронные устройства. Однако и для настройки электронных весов используются калибровочные гири.